# Distretto di Tapo
Il distretto di Tapo  è uno dei  nove distretti della provincia di Tarma, in Perù. Si trova nella regione di Junín e si estende su una superficie di  151,88 chilometri quadrati.